# Harry Porter
Harry Porter (Bridgeport, Connecticut, 1882. augusztus 31. – Hartford, Connecticut, 1965. június 27.) olimpiai bajnok amerikai magasugró.

## Pályafutása
Magasugróként Porter fiatalkorában legjobb eredménye az 1905-ös Amerikai Amatőr Sportolók Egyetemi Szövetsége (IC4A) által szervezett bajnokságon elért második helyezés. Tagja lett az Ír-amerikai Atlétikai Szövetségnek. Az 1908-as londoni olimpián 1,90 méteres ugrásával olimpiai bajnok lett magasugrásban. Két hónappal később megnyerte az amerikai AAU bajnokságot. 1909-ben ugrotta meg egyéni rekordját, az 1,93 méteres ugrása a világ legjobb eredménye lett abban az évben.

## Egyéni rekordja
- Magasugrás: 1,93 m (1909)